# Bildindex der Kunst und Architektur
Der Bildindex der Kunst und Architektur ist eine frei zugängliche Bilddatenbank, die 3,2 Millionen Fotografien zu 1,9 Millionen Kunst- und Bauwerken in Deutschland und Europa enthält. Betreiber dieser Datenbank ist das Deutsche Dokumentationszentrum für Kunstgeschichte – Bildarchiv Foto Marburg an der Philipps-Universität Marburg. Neben den digitalen Fotografien des Bildarchivs Foto Marburg sind zudem rund 2 Millionen Fotografien von rund 90 Partnerinstitutionen online zugänglich. Die Fotobestände werden kontinuierlich durch die aktiven Partner und neu hinzukommende Institutionen erweitert.
Größere Datenbestände im Bildindex werden gespeist aus Instituten wie der Bibliotheca Hertziana in Rom, dem Kunsthistorischen Institut in Florenz, der Deutschen Fotothek, dem Rheinischen Bildarchiv oder der Österreichischen Nationalbibliothek. Außerdem sind viele Landesdenkmalämter beteiligt, sowie einige Museen (z.B das Germanische Nationalmuseum).
Zwischen 1977 und 2008 wurden 1,4 Millionen Fotografien aus 15 verschiedenen Institutionen vom Bildarchiv Foto Marburg als „Marburger Index – Inventar der Kunst in Deutschland“ auf Mikrofiche veröffentlicht. Digitale Reproduktionen dieser Mikrofiche-Aufnahmen und weiterer 300.000 Bilder der Mikrofichepublikationen zur Kunst und Architektur in Ägypten, Armenien, Belgien, den Niederlanden, Frankreich, Griechenland, Italien, Österreich, Portugal, Spanien und der Schweiz und darüber hinaus eine halbe Million Digitalisate von fotografischen Aufnahmen beziehungsweise digitale Originalaufnahmen der Partnerinstitutionen bilden die Grundlage des Bildindex.